# Klosstjärnen (Skinnskattebergs socken, Västmanland)
Klosstjärnen är en sjö i Skinnskattebergs kommun i Västmanland och ingår i Norrströms huvudavrinningsområde.